# Christoph Ludwig Rudolph von Reitzenstein
Christoph Ludwig Rudolph von Reitzenstein (* 26. Februar 1736 in Burg bei Greiz; † 27. März 1796 in Ansbach) war Chef des Jägerkorps Ansbach-Bayreuth in Nordamerika, preußischer Generalmajor und Chef des Infanterieregiments Nr. 56.

## Leben
Von Reitzenstein war der Sohn des Freiherrn  Christoph Heinrich Erdmann von Reitzenstein (* 2. April 1702; † 27. Mai 1778) aus dem Hause Schwarzenstein unterer Teil und dessen Frau Sophie Elisabeth von Komerstadt (* 8. April 1708; † 2. Februar 1789). Auch seine Brüder waren Militärs: Karl August war in kaiserlichen Diensten, während Heinrich August ebenfalls bei den Preußen diente.
Er begann 1752 seine Laufbahn als Page am Hofe des Markgrafen von Ansbach, trat dann in Ansbach’sche Militärdienste. Dort erreichte 1770 den Rang eines Hauptmanns. 1771 kämpfte er im Korps Romanzow gegen die Türken. Wieder in der Heimat wurde er am 29. Januar 1777 zum Major befördert. Als Markgraf Karl Alexander von Ansbach-Bayreuth im nordamerikanischen Freiheitskrieg 1777 mit anderen deutschen Fürsten dem König von England Truppen stellte, war Major von Reitzenstein anfangs im Regiment Voith beteiligt. Während seines sechsjährigen Aufenthaltes in Nordamerika rückte er am 7. März 1781 zum Oberstleutnant und Chef im neuerrichteten Jägerbataillon auf, welches am 18. März 1782 auf ein Regiment vergrößert wurde. Noch im gleichen Jahr wurde er zum Oberst befördert.
Die Ansbacher Hilfstruppen standen zunächst beim Generalleutnant Lord Clinton kämpften auf Long Island und halfen den Zugang zum Delaware zu erzwingen. In der Schlacht von Yorktown wurde das Regiment Reitzenstein 1781 mit den britischen Truppen unter Generalleutnant Lord Cornwallis eingeschlossen. Nach dessen Kapitulation wurden die Truppen in Virginia interniert. Am 9. Dezember 1783 kehrte er von Nordamerika wieder nach Ansbach zurück. Dort wurde er 1785 mit dem Orden de la sincérité ausgezeichnet und blieb neun weitere Jahre im Dienst in Ansbach. 1787 erhielt er das Regiment Seybothen. Er begab sich anschließend in den Dienst der Generalstaaten, leistet aber am 6. Februar 1792 in Nimwegen den Eid auf den Preußischen König Friedrich Wilhelm II. Dieser beförderte ihn am 3. März 1793 zum Generalmajor und Chef eines Füsilierregiments; im Jahre 1794 wurde er Chef des neuerrichteten Infanterieregiments Nr. 56. Zwei Jahre später verstarb er in Ansbach.
Er war mit Freiin Karoline Luise Ernestine Schenk von Geyern (* 13. November 1764; † 30. Januar 1820) verheiratet. Die Ehe blieb ohne Kinder.